# Álvaro González (Fußballspieler, 1990)
Álvaro González Soberón (* 8. Januar 1990 in Potes) ist ein spanischer Fußballspieler, der für al-Qadisiyah spielt. Er wird hauptsächlich als Innenverteidiger eingesetzt.

## Karriere

### Verein
González begann seine Karriere bei Racing Santander. Sein Profidebüt für den Erstligisten gab er am 34. Spieltag 2010/11 gegen den RCD Mallorca. Nach dem Abstieg in die zweite Liga 2012 wechselte er zum Erstligisten Real Saragossa, mit dem er 2013 ebenfalls in die zweite Liga abstieg. 2014 wechselte er zum Erstligisten Espanyol Barcelona.
Im August 2016 wechselte er zum Ligakonkurrenten FC Villarreal, bei dem er einen Vierjahresvertrag erhielt. 2019 folgte der Wechsel zu Olympique Marseille, zunächst auf Leihbasis und im Sommer 2020 fest. Im August 2022 verließ er Frankreich in Richtung Arabische Halbinsel und schloss sich al-Nassr FC an.
Im Juni 2023 wechselte er zu al-Qadisiyah in die Saudi First Division League.

### Nationalmannschaft
González war Teil des spanischen Kaders für die U-21-Fußball-Europameisterschaft 2013 und gewann diese mit der spanischen U-21. Er absolvierte in dem Turnier ein Gruppenspiel.

## Erfolge
Spanische U-21
- U-21-Europameister: 2013